# Michael Schulte
Michael Anthony Schulte (Eckernförde, 30 aprile 1990) è un cantautore tedesco.
Ha rappresentato la Germania all'Eurovision Song Contest 2018 con il brano You Let Me Walk Alone, classificandosi quarto con 340 punti.

## Biografia
Michael Schulte ha iniziato ad ottenere visibilità postando cover di brani famosi sul suo canale YouTube, che dal 2008 ad oggi ha totalizzato più di 200.000 iscritti. Nel 2011 si è presentato alle audizioni della prima edizione del talent show The Voice of Germany, passandole ed entrando a far parte del team di Rea Garvey. È arrivato fino alla finale del 10 febbraio 2012, dove si è classificato terzo. Ha quindi firmato un contratto discografico con la Very Us Records, attraverso la quale ha pubblicato vari singoli nel corso del 2012, fra i quali il più famoso è Carry Me Home, che ha raggiunto l'ottavo posto in classifica in Germania.
Il 22 febbraio 2018 Michael è stato uno dei sei partecipanti ad Unser Song für Lissabon, il processo di selezione tedesco per la ricerca del rappresentante nazionale all'Eurovision. Qui ha cantato il suo nuovo singolo, You Let Me Walk Alone, dedicato al compianto padre. Ha ricevuto il massimo dei punti dalla giuria tedesca, dalla giuria internazionale e dal televoto, vincendo il programma e ottenendo la possibilità di rappresentare la Germania all'Eurovision Song Contest 2018.
L'artista si è esibito direttamente nella serata finale della manifestazione, tenutasi il 12 maggio 2018, ove si è classificato al quarto posto con 340 punti, ad oggi miglior risultato del Paese dall'edizione 2010.

## Discografia

### Album
- 2011 - All the Waves
- 2011 - Berlin Sessions
- 2012 - Wide Awake
- 2013 - My Christmas Classics
- 2014 - The Arising
- 2017 - Hold the Rhythm
- 2019 - Highs & Lows

### EP
- 2012 - Grow Old with Me
- 2014 - Thoughts

### Album dal vivo
- 2011 - Acoustic Cover, Vol. 1
- 2011 - Acoustic Cover, Vol. 2
- 2012 - Acoustic Cover, Vol. 3

### Singoli
- 2010 - Soul Traveler
- 2011 - She
- 2011 - Tears
- 2011 - Good Times
- 2012 - Carry Me Home
- 2012 - Ohne dich
- 2012 - Jump Before We Fall
- 2012 - Light My Fire
- 2014 - Rock and Scissors
- 2016 - Money on Me
- 2017 - Falling Apart
- 2018 - You Let Me Walk Alone
- 2018 - The Love You Left Behind
- 2019 - Back to the Start